# Murphy Peak
Der Murphy Peak ist ein markanter, teilweise vereister und 1280 m hoher Berg im ostantarktischen Viktorialand. In den Keble Hills an der Scott-Küste ragt er 4,3 km südwestlich des Haggerty Hill an der Südflanke des Salmon-Gletschers auf.
Das Advisory Committee on Antarctic Names benannte ihn 1992 nach Robert L. Murphy vom Ingenieursunternehmen Holmes & Narver aus dem kalifornischen Orange, das im Unterauftrag von 1976 bis 1980 und von 1990 bis 1992 für das United States Antarctic Program zur Erweiterung und infrastrukturellen Modernisierung der McMurdo-Station tätig war.